# Xanthopastis amaryllidis
Xanthopastis amaryllidis là một loài bướm đêm trong họ Noctuidae.